# Michelle Yeoh
Michelle Yeoh Choo-Kheng (čínsky pchin-jinem Yáng Zǐqióng, znaky zjednodušené 杨紫琼, tradiční 楊紫瓊, kantonsky yeung4 ji2 king4, * 6. srpna 1962 Ipoh) je malajsijská herečka a tanečnice. Známou se stala rolemi Bond girl Wai Lin v bondovce Zítřek nikdy neumírá (1997) a Jü Šu Lien v romantickém dramatu Tygr a drak (2000), za níž získala nominaci na britskou cenu BAFTA pro nejlepší herečku. Role Evelyn Quan Wangové v komediálně-dramatickém sci-fi Všechno, všude, najednou (2022) jí vynesla řadu ocenění včetně Oscara pro nejlepší herečku v hlavní roli, Zlatého glóbu pro nejlepší herečku v komedii či muzikálu, Ceny Saturn a Satellite Award.

## Osobní život
Narodila se v malajsijském městě Ipoh do čínské rodiny. V patnácti letech odjela do Anglie, kde díky pohybovému nadání začala studovat Královskou akademii tance v Londýně se zaměřením na balet. Poté se věnovala rozvoji bojovým uměním, jejichž dovednost zúročila ve svých filmových rolích. V některých dřívějších filmech vystupovala pod jménem Michelle Khan.
Roku 1983, ve svých dvaceti jedna letech, se stala Miss Malajsie, následně se zúčastnila soutěže Miss World v Londýně. V roce 1997 jí časopis People zařadil mezi 50 nejkrásnějších lidí světa.
Poprvé se ve filmu objevila v roce 1984. Jednalo se o snímek The Owl and Dumbo hongkongské produkce, se kterou pak natočila řadu dalších projektů. Akčně zaměřený film přišel rok poté. Yes, Madam znamenal začátek její kariéry v tomto odvětví kinematografie. Následovala minisérie dvou snímků Red Force a Red Force 2, na kterou navázala spoluprací s Jackie Chanem ve filmu Police Story III: Supercop z roku 1992. O čtyři roky později ztvárnila Bond girl Wai Lin v bondovce Zítřek nikdy neumírá, kde odmítla zastupování kaskadérkou v nebezpečných scénách. Druhou známou postavou pak byla šermířka Jü Šu Lien ve snímku Tygr a drak z roku 2000. Pro časovou kolizi filmů odmítla roli Seraf v Matrixu. V roce 2002 produkovala její společnost Mythical Films první anglický film The Touch.
V televizi se začala objevovat až v roce 2015. Ten rok hrála v seriálu Protiúder, v roce 2016 se objevila v seriálu Marco Polo. V letech 2017–2018 hrála v seriálu Star Trek: Discovery.
Jejími příbuznými jsou dlouholetý předseda singapurského parlamentu Yeoh Ghim Seng a britský spisovatel Benjamin Yeoh. V letech 1988–1992 byla provdána za hongkongského podnikatele Dicksona Poona. Současným partnerem je bývalý výkonný ředitel Scuderia Ferrari Jean Todt.
Dne 23. dubna 2007 jí francouzský prezident Jacques Chirac udělil Řád čestné legie.

## Herecká filmografie

### Televize a film
- 2024 – Čarodějka
- 2022 – Všechno, všude, najednou
- 2021 – Shang-Chi a legenda o deseti prstenech
- 2018 – Šíleně bohatí Asiati
- 2011 – The Lady
- 2008 – Babylon A.D.
- 2008 – Mumie: Hrob Dračího císaře
- 2008 – Purple Mountain
- 2008 – Útěk z Huang Shi
- 2007 – Far North
- 2007 – Sunshine
- 2006 – Obávaný bojovník
- 2005 – Gejša
- 2004 – Hua Mulan
- 2004 – Silver Hawk: Maska spravedlnosti
- 2002 – The Touch
- 2000 – Tygr a drak
- 1999 – Sing yuet tung wa
- 1997 – Highly Classified: The World of 007 (video film)
- 1997 – Song jia huang chao
- 1997 – Zítřek nikdy neumírá
- 1996 – A Jin de gu shi
- 1994 – 7 jin gong
- 1994 – Xiao lin xiao zi 2: Xin wu long yuan
- 1994 – Yong Chun
- 1993 – Dung fong saam hap
- 1993 – Superpolda
- 1993 – Tai ji zhang san feng
- 1993 – Wu xia qi gong zhu
- 1993 – Xian dai hao xia zhuan
- 1993 – Xin liu xing hu die jian
- 1992 – Police Story 3
- 1987 – Tong tian da dao
- 1987 – Zhong hua zhan shi
- 1986 – Red Force 2
- 1985 – Red Force
- 1987 – Xia ri fu xing
- 1984 – Mao tou ying yu xiao fei xiang

### Dokumentární
- 2002 – Bondovy dívky jsou věčné (televizní film)
- 2002 – Ultimate Fights from the Movies (video film)
- 2001 – E! Rank (televizní seriál)
- 2001 – Rank (televizní seriál)
- 1998 – Jackie Chan: My Story (video film)
- 1997 – The Secrets of 007: The James Bond Files (TV film)
- 1992 – HBO First Look (televizní seriál)

### Host televizních pořadů
- 2005 – Noční Show Craiga Fergusona
- 1997 – The View
- 1996 – The Daily Show
- 1996 – Show Rosie O'Donnellové
- 1994 – Howard Stern
- 1992 – Noční Show Jaye Lenoe